# Bệnh vảy phấn hồng
Bệnh vẩy phấn hồng là một rối loạn tự hạn chế, đặc trưng bằng những dát hồng ban có  vảy không triệu chứng trên thân người.

## Tỷ lệ mới mắc và bệnh nguyên
Bệnh vẩy phấn hồng thường gặp nhất ở trẻ em và người trẻ tuổi. Tỷ lệ mới mắc tăng lên vào mùa xuân, mùa thu và những đợt bệnh bùng phát quen thuộc gợi ý đến nhiễm trùng như virus có thể là tác nhân gây bệnh.

## Mô bệnh học
Mô bệnh học không có giá trị chẩn đoán mà bệnh sử chính xác và khám lâm sàng cẩn thận là những trợ giúp tích cực hơn cho chẩn đoán. Nếu làm sinh thiết có thể thấy thâm nhiễm chân bì chủ yếu là tế bào lympho, mật độ trung bình, phù nhú và một vài hồng cầu ngoại mạch. Có thể quan sát thấy hình ảnh lớp Malpighi trong biểu bì tại rìa của tổn thương tiến triển. Hình ảnh mô bệnh học này tương tự như trong giang mai giai đoạn hai và vì bệnh cảnh lâm sàng cũng tương tự nên bác sĩ da liễu phải khai thác bệnh sử chính xác và đôi khi vẫn có thể xảy ra nhầm lẫn. Nếu có bất kỳ nghi ngờ nào nên làm xét nghiệm huyết thanh.

## Biểu hiện lâm sàng
Tổn thương trên lâm sàng đầu tiên trong bệnh vẩy phấn hồng là đốm báo trước. Đây là đốm hồng ban độc lập với viền vẩy nhỏ ở ngoại vi, thường thấy trên thân người 1 tuần trước khi xuất hiện phát ban chính. Sau đó là xuất hiện những dát hình ovan cũng có vẩy ở ngoại vi vùng trên thân, đùi, và cánh tay. Những tổn thương trên thân mình có xu hướng có trục dọc song song với các xương sườn tạo hình ảnh phân bố tổn thương kiểu "cây thông noel". Hiếm gặp tổn thương ở bàn tay, bàn chân, trên da đầu và những tổn thương thường không có triệu chứng mặc dù có thể bị ngứa nhẹ. Trường hợp nặng có thể kèm theo những tổn thương mủ. Nói chung, bệnh vẩy phấn hồng tự thuyên giảm trong 4 – 8 tuần nhưng thể không điển hình hoặc thể nặng có thể dai dẳng hơn.

## Chẩn đoán phân biệt
Cần phải xem xét chẩn đoán phân biệt với giang mai giai đoạn hai, phát ban do thuốc, lang ben và đôi khi là vẩy nến giọt. Các xét nghiệm huyết thanh học sẽ loại trừ được giang mai và xét nghiệm nấm âm tính sẽ loại trừ được lang ben. Khai thác tốt tiền sử sẽ loại trừ được phát ban do thuốc, và đôi khi có thể cần sinh thiết để loại trừ vẩy nến.

## Điều trị
Một khi chẩn đoán đã được thiết lập thì tất cả những gì cần làm là đánh giá lại bản chất lành tính và tự hạn chế của bệnh. Có thể làm giảm ngứa bằng bôi steroid có tác dụng vừa.